# تترافنیل‌متان
تترافنیل‌متان (به انگلیسی: Tetraphenylmethane) با فرمول شیمیایی C25H20 یک ترکیب شیمیایی است. که جرم مولی آن ۳۲۰٫۴۴ g/mol می‌باشد. 